# The Last Time (John Farnham)
The Last Time è il diciottesimo album di John Farnham, pubblicato nel 2002 per l'etichetta Sony BMG.

## Tracce
1. "The Last Time" (M. Jagger, K. Richards) – 3:31
2. "No Ordinary World" (L. Andersson, S. Davis) – 3:50
3. "Lonely Man" (W. Hector, S. Ellis) – 4:48
4. "When I Can't Have You" (S. Waermo, W. Sela) – 4:15
5. "Undeniably Real" (K. Beauvais, K. Murrell, S. Escoffery) – 3:30
6. "Keep Talking" (P. Thornalley, D. Munday) – 3:14
7. "Sometimes" (S. Romig) – 4:09
8. "One More Try" (A. Gibbs) – 3:34
9. "Even After All This Time" (A. Gibbs) – 4:07
10. "Eternally" (J. Roche, M. Schneider) – 3:44

## Formazione
- John Farnham - voce
- Stuart Fraser - chitarra
- Angus Burchall - batteria
- Craig Newman - basso
- Chong Lim - tastiera